# Tarsalia cellularis
Tarsalia cellularis är en biart som först beskrevs av Cameron 1898.  Tarsalia cellularis ingår i släktet Tarsalia och familjen långtungebin. Inga underarter finns listade i Catalogue of Life.